# Eva Voldřichová Beránková
Eva Voldřichová, rozená Beránková (* 13. března 1975 Plzeň), je profesorka románských literatur na Filozofické fakultě Univerzity Karlovy, literární teoretička, odbornice na současnou frankofonní Kanadu a prorektorka Univerzity Karlovy pro zahraniční záležitosti.

## Život

### Studium
Eva Voldřichová Beránková absolvovala 2. gymnázia v Plzni, ulice Pionýrů 2 (dnes Masarykovo gymnázium), kam byla přijata navzdory dobově nevhodnému kádrovému profilu (otec byl vězněn z politických důvodů). V roce 1998 obhájila diplomovou práci o Albertu Camusovi a získala magisterský titul z oboru francouzština na Filozofické fakultě Univerzity Karlovy. Pokračovala v doktorském studiu pod dvojím vedením (cotutelle) na Filozofické fakultě Univerzity Karlovy a pařížské Sorbonně (Sorbonne Université). Po obhajobě disertační práce věnované vlivu Dostojevského na francouzské existencialisty (2002) získala dvojí doktorský diplom z románských a slovanských literatur. Roku 2012–2013 se habilitovala v oboru Románské literatury díky monografii „Učiňme člověka ke svému obrazu.“ Pygmalion, Golem a automat jako tři verze mýtu o umělém stvoření (nejen) v Budoucí Evě Villierse de l’Isle-Adam. V roce 2022 byla jmenována profesorkou v témže oboru.
Je vdaná a má dceru Lucii.

### Profesní dráha
Během doktorských studií na pařížské Sorbonně působila jako lektorka českého jazyka a literatury na École Normale Supérieure. Po návratu do Česka nastoupila jako odborná asistentka (2002), později docentka (2012) a profesorka (2022) na Ústavu románských studií Filozofické fakulty Univerzity Karlovy, kde stále působí. V letech 2006 až 2008 byla vědeckou pracovnicí Katedry románských jazyků Filozofické fakulty Západočeské univerzity v Plzni. Externě se podílela na vědě a výzkumu na Masarykově univerzitě v Brně a Univerzitě Palackého v Olomouci (společné granty, doktorské obhajoby, účast na oborových radách). Paralelně se věnovala odbornému překladu v oblasti práv a bankovnictví a soudnímu tlumočení při Krajském soudu v Plzni.
V letech 2015–2018 působila ve funkci proděkanky Filozofické fakulty Univerzity Karlovy pro zahraniční záležitosti. Do její agendy spadala vznikající spolupráce v rámci meziuniverzitní aliance 4EU+ nebo navazování strategických partnerství na fakultní úrovní (např. Brown University nebo Katolická Univerzita v Lovani). Od roku 2023 je prorektorkou Univerzity Karlovy pro zahraniční záležitosti. Kromě správy programů Erasmus+ do jejího portfolia patří například i Centrum Strategických partnerství, Eastern Partnership University Cluster nebo velké projekty s Tchaj-wanem jako Supply Chain Resilience Center. Od roku 2023 je členkou vědecké rady FF UK a řídícího výboru European University Foundation. Roku 2024 byla zvolena do výkonné rady prestižní Coimbra Group, která se podílí na formování evropských politik v oblasti vysokoškolského vzdělávání a vědy. V oblasti propagace frankofonních literatur a kultur se velmi aktivně podílí na činnosti Galliky, sdružení vysokoškolských vyučujících francouzštiny na českých univerzitách, a CEACS (Central European Association for Canadian Studies).

### Pedagogická a přednášková činnost
Přednáší dějiny francouzské literatury 19. a 20. století, frankokanadskou a quebeckou literaturu, vztahy mezi literaturou a filozofií, dějiny francouzské kinematografie a literární teorii. Je předsedkyní oborové rady Románské literatury (momentálně 40 doktorandů), vede řadu bakalářských a diplomových prací a deset prací doktorských. Je členkou oborových rad na Masarykově univerzitě v Brně, Univerzitě Palackého v Olomouci a Ostravské univerzitě. Pravidelně přednáší v zahraničí jako hostující profesorka na univerzitách Sorbonne Université, University of Cambridge, Harvard University, Université du Québec à Montréal,Università degli Studi di Milano, Université de Reims Champagne-Ardenne, Université de Picardie Jules Verne, Université Clermont-Auvergne, Université Libre de Bruxelles, National Chengchi University atd. V rámci spolupráce ve 4EU+ (Flagship II) koordinuje vědecko-výzkumný projekt „Dimension francophone“. Je klíčovým akademickým pracovníkem v rámci velkých evropských projektů, jakými jsou například KREAS (Kreativita a adaptabilita jako předpoklad úspěchu Evropy v propojeném světě) nebo CoRe (Beyond Security. Role of Conflict in Resilience Building).
Organizuje popularizační přednášky pro veřejnost (Kampus Hybernská, krajská centra vzdělávání, městské knihovny), literární kavárny ve Francouzském institutu, vystupuje v médiích (ČT1, ČT24, Vltava, Proglas, Radio France International, France Culture) a léta psala recenze pro literární přílohy Lidových novin a Práva. Podílí se na organizaci mezinárodní frankofonní doktorandské soutěže „Moje disertace za 180 vteřin“ a zasedá v komisi dotačního programu F. X. Šalda podporujícího české překlady francouzské odborné literatury, ale i beletrie, dětské literatury a komiksu. Dlouhodobě spoluorganizuje mezinárodní letní univerzity Vzdělávací nadace Jana Husa pro středoevropské doktorandy zabývající se filozofií, literaturou, historií, dějinami umění, lingvistikou, translatologií a dalšími vědními disciplínami.

## Dílo
Eva Voldřichová Beránková je uznávanou odbornicí v oblasti frankofonních literatur (Francie, Belgie, Kanada) s přesahem do literární teorie, filozofie a mediálních studií.  Zprvu se ve své badatelské činnosti zaměřovala na francouzský poválečný román od existencialismu k postmoderně. Od roku 2006 se věnuje rovněž kanadistickým studiím, konkrétně současnému quebeckému románu se speciálním přihlédnutím k tvorbě Prvních národů a Inuitů. V oblasti literární teorie Eva Voldřichová Beránková vychází z principů sociokritiky a recepční estetiky a zajímají ji rovněž vztahy mezi literaturou a dějinami mentalit. Je autorkou čtyř monografií, třiceti kapitol v kolektivních monografiích a dvou set článků v odborných impaktovaných časopisech, převážně zahraničních.

### Publikace (výběr)

#### Monografie
- Dusk and Dawn: Literature Between Two Centuries, Eva Volřichová Beránková, Šárka Grauová (eds.). Praha, Karolinum, 2017, 509 s.
- „Učiňme člověka ke svému obrazu.„ Pygmalion, Golem a automat jako tři verze mýtu o umělém stvoření (nejen) v Budoucí Evě Villierse de l’Isle-Adam. Praha, Karolinum, 2012, 317 s.
- Nástin vývoje francouzské literatury v 2. polovině 20. století. Plzeň: Pedagogické centrum Plzeň, 2003, 51 s.
- La face cachée, dostoïevskienne, d’Albert Camus. Thèse pour l’obtention du grade de docteur de l’Université Paris IV–Sorbonne. Atelier national de reproduction des thèses, 2002, 424 s.
- Petite histoire de l’Université Charles. Praha, Karolinum, 2002, 230 s.

#### Kapitoly v kolektivních monografiích
- „Konec pěti samot? Jazyková a kulturní mapa dnešního Montrealu“. In: Erik Gilk, Martin Nodl, Jan Wiendl (eds.), Město a literatura. Praha, Argo, 2024, s. 65-78.
- „Paris – Centrality as an Initiator of Deperipheralization“. In: Kyloušek, Petr (ed.) Centers and Peripheries in Romance Language Literatures in the Americas and Africa. Leiden/Boston: Brill, 2024, s. 323-362.
- „Paříž – centralita jako iniciátor deperiferizace“. In: Kyloušek, Petr (ed.) Globalizace v literatuře? Centra a periferie v románských literaturách Amerik a Afriky. Brno, Masarykova univerzita/Host, 2023, s. 317-354.
- „A Negative Autopoietic Principle in French Interpretations of Hegel”. In: Kolman Vojtěch–Murár Tomáš (eds.) Devouring One´s Own Tail. Autopoiesis in Perspective. Praha, Karolinum, 2022, s. 173-190.
- „Paradoxes of Self-Creation and Narrativity in the Symbolist Novel”. In: Kolman Vojtěch–Matějčková Tereza (eds.) Perspectives on the Self. Reflexivity in the Humanities. Berlin/Boston, De Gruyter, 2022, s. 175-187.
- « Centre ou périphérie ? Littérature québécoise entre américanisation, américanité et indianité ». In: L’Empire : centre et périphéries. Lydia Kamenoff et Hortense de Vilaine (eds.). Paris, L’Harmattan, 2022, s. 125-144.
- „Animals as Monsters, Victims, and Models in the Age of Decadence”. In: Outside the Anthropological Machine. Crossing the Human-Animal Divide and Other Exit Strategies, Chiara Mengozzi (ed.) New York and London, Routledge, 2021, s. 184-199.
- „Být vším a ničím zároveň. Paradoxy francouzských překladů G. W. F. Hegela“. In: Flemrová Alice–Šuman Záviš (eds.) Růže je rosa è rose est růže. Překlad, převod, interpretace. Praha, Univerzita Karlova, Filozofická fakulta, 2020, s. 231-245.

#### Vědecké studie a články (2021–2024)
- “Identity Games and Polemics Between the Arts: Marcel Proust and Claude Jutra”, Slovo a smysl, 45, 2024, s. 159-168,
- «Le flou philosophique et politique face à l’extrême vieillesse. Quelques réflexions stimulées par le dernier ouvrage de Didier Eribon», Le Monde de la littérature, 2024, s. 207-213.
- «Stratégies du  dédoublement dans le roman contemporain de la Suisse romande». Les études françaises aujourd’hui. Unités linguistiques et construction de sens. Poétique et esthétique du miroir. Belgrade, Université de Belgrade, 2024, s. 429-438.
- «De la dissidence esthétique au marketing littéraire: stratégies centrifuges et centripètes des romanciers suisses contemporains», OSTIUM, r. 19, 2/2023, 8 s.
- «Guerre et Londres. Pour une relecture contemporaine de Céline?», Lublin Studies in Modern Languages and Literature, vol. 47, n. 4, 2023, s. 5-16.
- «Les paysages pré- et post-apocalyptiques de J.D. Kurtness», Ponts. Langues, littératures, civilisations des pays francophones, 2023, s. 101-110,
- «Les littératures de terrain dans le Québec contemporain. Premier balayage théorique suivi de quelques exemples concrets», Écho des études romanes, 2023, 19(2), s. 121-130.
- «La dialectique du Maître et de l’Esclave chez Jean-Paul Sartre: pour une nouvelle approche de la périphérie». Études Romanes de Brno, XLIII, n. 1, 2022, s. 9-17.
- «De Hegel au postcolonialisme : les paradoxes du centre et de la périphérie dans les préfaces “africaines” de Jean-Paul Sartre». Études Romanes de Brno, XLIII, n. 1, 2022, s. 33-45.
- «De la Fin de l’art au Musée Imaginaire: Malraux lecteur de Hegel». Fin de l’art? „Discours, pratiques, controverses“. Svět literatury, 2022, s. 68-77.
- «La mort de l’art hégélienne deux cents ans plus tard: défis et paradoxes. Jan Drengubiak (éd.), La Mort. Actes de la XXIXe université française d’été de l’Association Jan Hus de Brno, Prešov, Filozofická fakulta Prešovskej univerzity v Prešove, Opera Facultatis 5, 2022, s. 7-18.
- «Hegel était-il un Canadien? Aspects identitaires dans la réception nord-américaine du philosophe». Écho des études romanes, XVIII, n. 2, 2022, s. 249-257.
- «Dialogue ironique d’une dame du passé avec un jeune homme de l’avenir: Hegel vu par Madame de Gasparin». In: Koželová Adriána–Brodňanská Erika–Drengubiak Ján–Živčák Ján (eds.). Dialogue entre le passé et le présent. Prešov, Filozofická fakulta Prešovskej univerzity, 2021, s. 235-246.
- «La trilogie 1984 d’Éric Plamondon: comment rédiger des épopées non fictionnelles à l’époque de Wikipédia». Territoires de la non-fiction. Cartographie d’un genre émergent. Textes édités et introduits par Alexandre Gefen. Leiden/Boston: Brill/Rodopi, 2020, s. 262-272.
- «L’Amérique de deux Érics. Diverses approches du postmoderne dans les œuvres plamondoniennes et dupontiennes». In: Novaković, Jelena–Macura, Sergej (éds.). Les Migrations postmodernes: Le Canada /Postmodern Migrations. Canada. Belgrade, Université de Belgrade, 2021, s.143-150.
- «De l’ensauvagement de la littérature québécoise». In: Kroker, Wieslaw–Zbierska-Moscicka, Judyta (ed.), Au croisement des cultures, des discours et des langues. Cent ans d’études romanes à l’Université de Varsovie (1919-2019), t. I (études littéraires), Varsovie, WUW, 2021, s. 48-53.

#### Vědecké studie a články (2019–2009)
- „A Century of Golems in Cinema. A Typological Sketch”. In: López Raso Pablo and coll. La Biblia en la era audiovisual. Nuevas formas de contar lo sagrado. Madrid, Editorial Universidad Francisco de Vitoria, 2019. s. 177-186.
- „Noël Audet: O autonomii v literatuře“. Zrcadla a masky. Zamyšlení nad kulturní identitou v esejích z periferií i z center. Věnováno Anně Houskové. Alice Flemrová a Šárka Grauová (eds). Praha, Filozofická fakulta Univerzity Karlovy, 2018, s. 157-167.
- «Symbiose ou solitude à trois? Le théâtre yiddish à Montréal face aux communautés francophone et anglophone». Kanade, di Goldene Medine? Perspectives on Canadian-Jewish Literature and Culture / Perspectives sur la littérature et la culture juives canadiennes. Série: Francopolyphonies, Volume: 25, Krzysztof Majer, Justyna Fruzińska, Józef Kwaterko and Norman Ravvin (eds.) Brill/Rodopi, 2018, s. 205-217.
- „Od naturalismu k symbolismu: Literární kritika podle Émila Zoly“. Pokusy o renesanci Západu. Literární a duchovní východiska přelomu 19. a 20. století, Anna Housková a Vladimír Svatoň (eds.) Praha, Univerzita Karlova, „Opera Facultatis philosophicae Universitatis Carolinae Pragensis“, vol. XVII, 2016, s. 19-32.
- „Před Sainte-Beuvem a po něm: Epistemologický zlom v Proustově životě i v dějinách francouzské literární kritiky?“. Pokusy o renesanci Západu. Literární a duchovní východiska přelomu 19. a 20. století, Anna Housková a Vladimír Svatoň (eds.) Praha, Univerzita Karlova, „Opera Facultatis philosophicae Universitatis Carolinae Pragensis“, vol. XVII, 2016, s. 397-416.
- „Panorama – francouzská literatura“. Pokusy o renesanci Západu. Literární a duchovní východiska přelomu 19. a 20. století, Anna Housková a Vladimír Svatoň (eds.). Praha, Univerzita Karlova, „Opera Facultatis philosophicae Universitatis Carolinae Pragensis“, vol. XVII, 2016, s. 587-589.
- „Mélièsova Cesta na Měsíc: Literatura ve službách kinematografie… a naopak.“ Mnohotvárnost téhož aneb Podoby francouzského umění. Olomouc: Univerzita Palackého v Olomouci, 2013, s. 121-144.
- „Rytíři zapadajícího slunce: stručná geneze pojmu dekadence ve francouzské literatuře“. Konec a počátek. Literatura na přelomu dvou staletí. Praha: Univerzita Karlova v Praze, Filozofická fakulta, 2012, s. 9-16.
- „Quebec a Spojené státy Americké“. My, oni, já. Hledání identity v kanadské literatuře a filmu. Brno, Host, 2009, s. 111-124.
- „Spojené státy Americké v současném quebeckém románu“. My, oni, já. Hledání identity v kanadské literatuře a filmu. Brno, Host, 2009, s. 124-130.
- “Dvě příliš dlouhé samoty. Vývoj vztahů mezi frankofonní a anglofonní komunitou v rámci „tradičně dvojjazyčného“ Montrealu“. Literatura na hranici jazyků a kultur. V. Svatoň a A. Housková (eds.) Praha, Filozofická fakulta, Univerzita Karlova v Praze, 2009, s. 75-87.
- „Le Québec et les États-Unis d’Amérique“. Us-Them-Me: The Search for Indentity in Canadian Literature and Film, Nous-Eux-Moi: La quête de l'identité dans la littérature et le cinéma canadiens. Brno, Masarykova univerzita, 2009, s. 95-106.
- „Les États-Unis d’Amérique dans le roman québécois contemporain“. Us-Them-Me: The Search for Indentity in Canadian Literature and Film, Nous-Eux-Moi: La quête de l'identité dans la littérature et le cinéma canadiens. Brno, Masarykova univerzita v Brně, 2009, s. 106-111.

## Ocenění
Rytířka francouzského Národního řádu za zásluhy (2025). Eva Voldřichová Beránková získala toto francouzské státní vyznamenání za mimořádný přínos v oblasti francouzské a frankofonní literatury, za rozvoj akademické spolupráce mezi Českem a Francií a za aktivní přístup v posilování vazeb mezi evropskými univerzitami.